# 악샤크
악샤크는 아카드의 북쪽 경계에 위치한 고대 수메르의 도시였다. 때로 바비론의 우피(그리이스어 오피스)와 동일시된다. 그 정확한 위치는 불명이지만 그것은 에쉬눈나근처였다.

## 역사
수메르 왕목록은 운지(Unzi), 운달룰루(Undalulu), 우루르(Urur), 푸주르니라(Puzur-Nirah), 이슈일(Ishu-Il)과 슈신(Shu-Sin)을 악샤크의 왕으로 기록하였다.
기원전 25세기경, 악샥은 라가시와의 전투 후에 에안나툼에 의해 함락되었다. 기원전 2350년에는 움마의 루갈자게시의 수중에 들어왔다.